# AC Cars

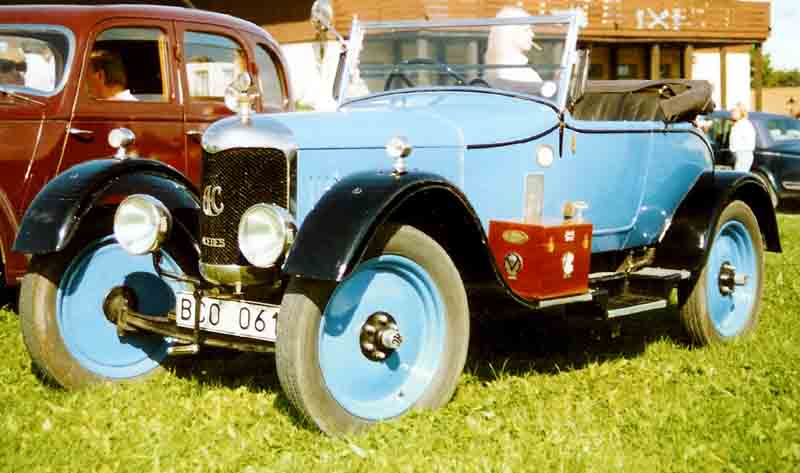
A.C. Royal Roadster 1924

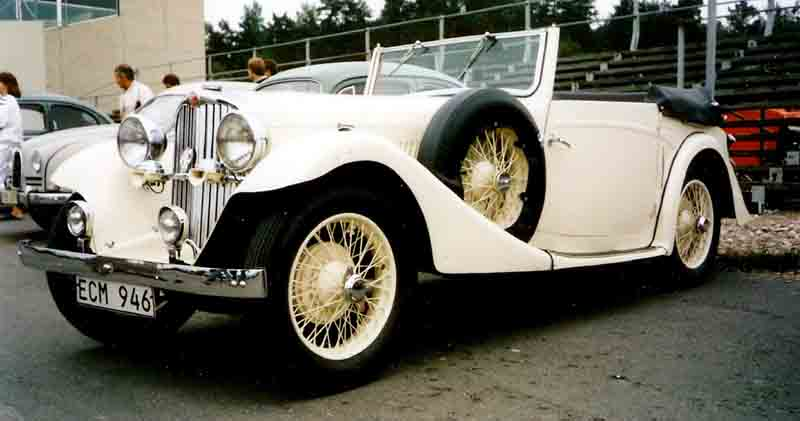
A.C. 16/70 Sports Drophead Coupé 1935

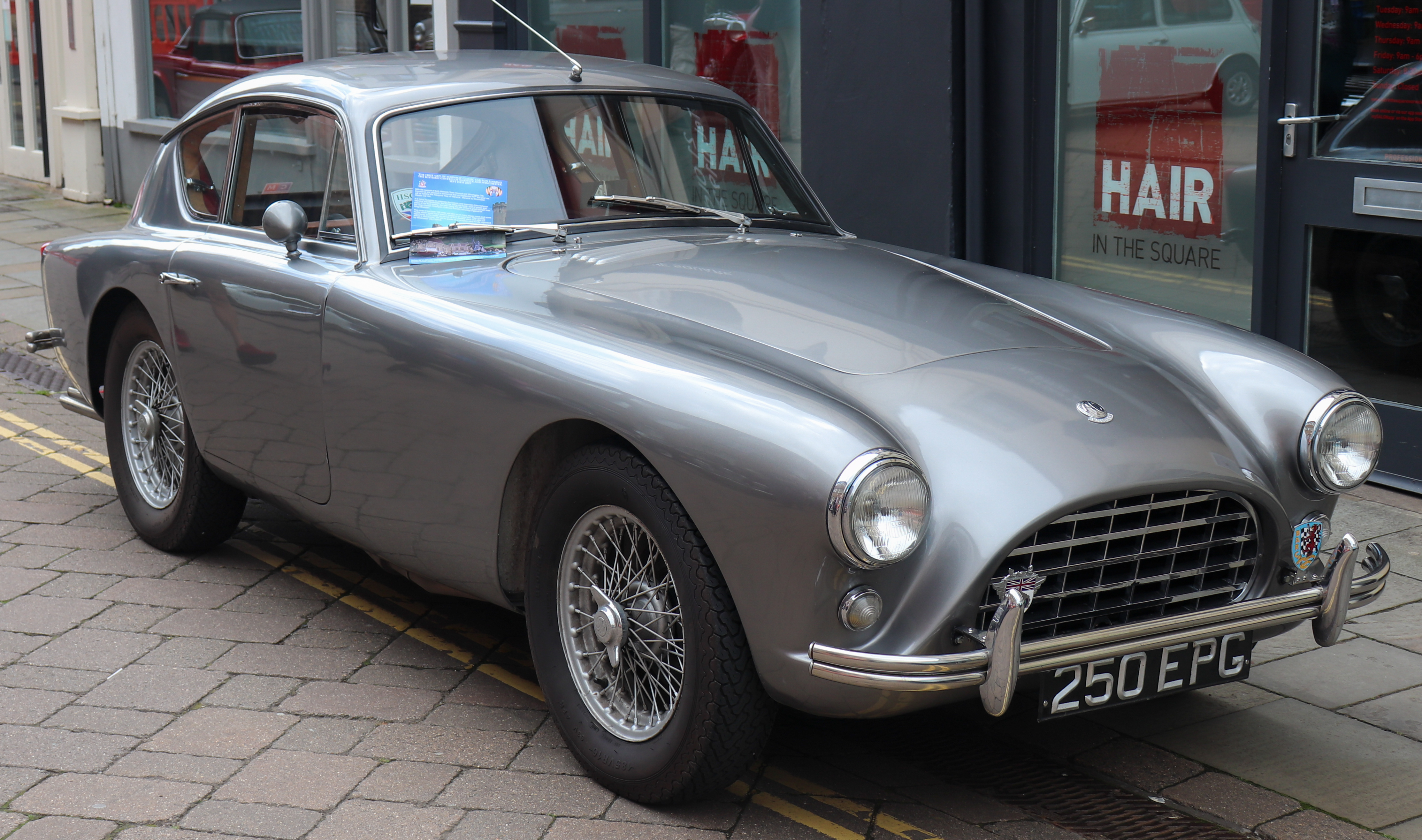
A.C. Aceca 1958

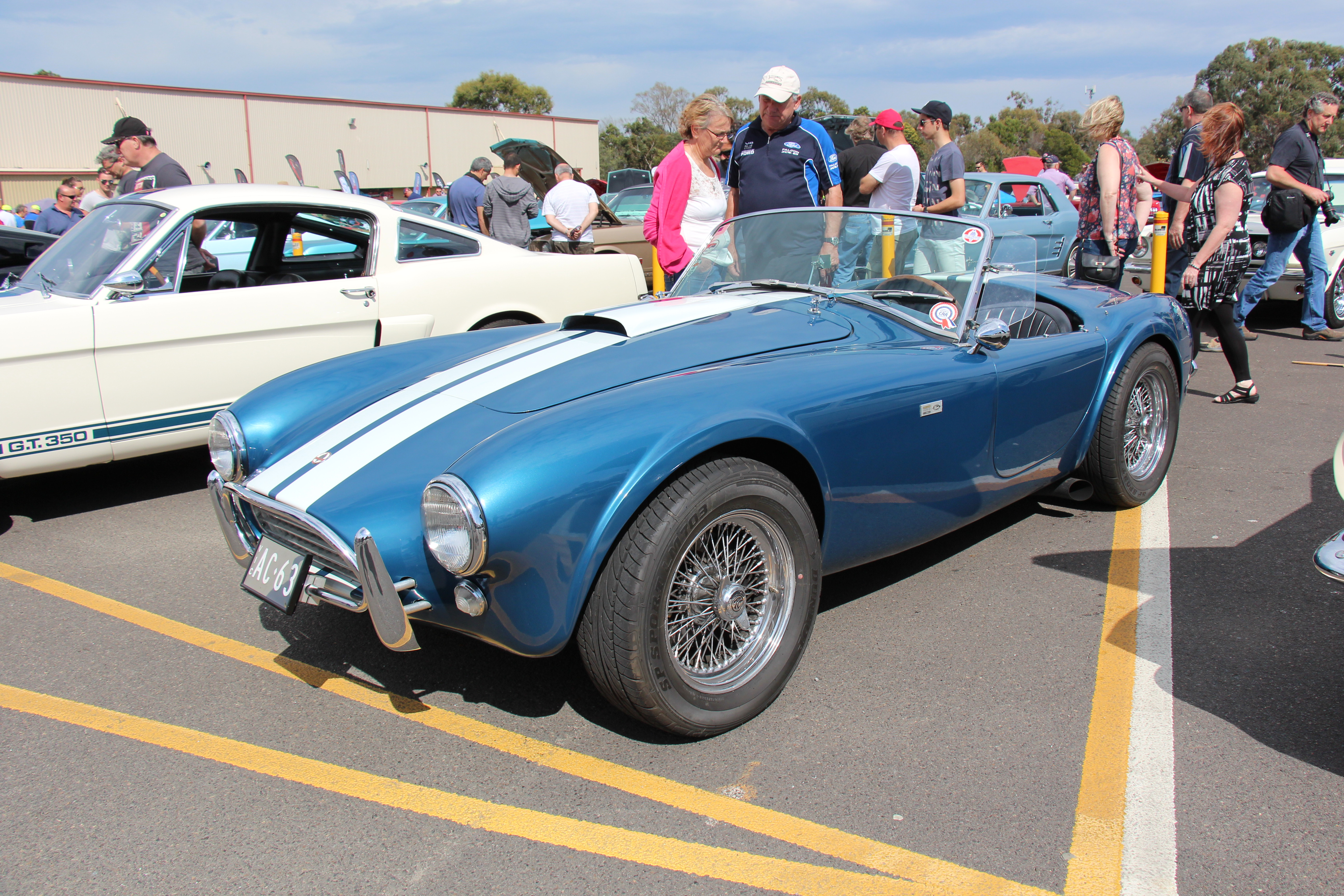
AC Cobra Mk II 289 1963

AC Cars – brytyjski producent samochodów. Przedsiębiorstwo założone ponad 100 lat temu zajmuje się produkcją głównie samochodów sportowych. Największą sławę zyskało dzięki modelowi AC Cobra oraz AC Ace.

## Historia
Firma AC została założona już w 1901 roku, w 2005 przeniosła się na Maltę i do końca roku 2008 produkowała tam w niewielkiej liczbie egzemplarzy model Cobra. Od początku 2009 roku auta marki AC są wytwarzane w Niemczech przez firmę Gullwing GmbH. Aktualny model nazywa się Mark VI (dostępny z silnikami o mocy 437-647 KM).

## Modele
- AC Sociable
- AC Ten
- AC 12 hp
- AC Six
- AC Six 16/40
- AC Six 16/56
- AC Six 16/66
- AC Six 16/60
- AC Six 16/70
- AC Six 16/80
- AC Six 16/90
- AC 2-Litre
- AC Petite
- AC Mark VI
- AC Mark V
- AC Ace
- AC Ace Bristol
- AC Aceca
- AC Greyhound
- AC Cobra 260
- AC Cobra 289
- AC Cobra AC289
- AC Cobra 427
- AC Cobra 428
- AC Cobra
- AC Frua
- AC 3000ME
- A.C. 16/70 Sports Drophead Coupé
- A.C. Royal Roadster
- AC Superblower
- AC Cobra 212 S/C
- AC Cobra CRS

## Modele koncepcyjne
- AC Ace Concept (2006)
- AC Cobra Venom V8 (2008)